# Bathanaha (Mahottari)
Bathanaha (nep. बथनाहा) – gaun wikas samiti w środkowej części Nepalu w strefie Dźanakpur w dystrykcie Mahottari. Według nepalskiego spisu powszechnego z 2001 roku liczył on 1411 gospodarstw domowych i 8138 mieszkańców (3914 kobiet i 4224 mężczyzn).